# L'ombra dels culpables
L'ombra dels culpables (títol original: Gang Related) és una pel·lícula estatunidenca de Jim Kouf estrenada l'any 1997. Ha estat doblada al català.

## Argument
DiVinci i Rodriguez són dos polis que arrodoneixen el seu sou amb el tràfic de droga. Però un dia, un "client" arriba al lloc de cita i compra droga. DiVinci l'abat alguns minuts més tard mentre conduïa el seu cotxe. Però l'endemà, els dos polis s'assabenten que la seva víctima era un agent de la DEA. Els encarreguen investigar un homicidi que han comès i decideixen trobar un culpable. El "sospitós" ideal és un vagabund que viu al carrer a prop de la casa d'una antiga striptease, Cynthia, que és també l'amant de Vinci i que era allà en el moment de la transacció de la venda de la droga entre DiVinci i el "client". DiVinci amaga l'arma presa amb la convicció que ha estat utilitzada per l'homicidi i fa tot el possible per incriminar el sense sostre.

## Repartiment
- James Belushi: Detectiu Frank DiVinci
- Tupac Shakur: Detectiu Rodriguez
- Lela Rochon: Cynthia
- Dennis Quaid: Joe Doe / William McCall
- James Earl Jones: Arthur Baylor
- David Paymer: Eliott Goof
- Gary Cole: Richard Simms
- Wendy Crewson: Helen Eden
- James Handy: el capità Henderson
- Brad Greenquist: Richard Stein
- Terrence "T.C" Carlson: Manny Landrew
- Robert Lasardo: Sarakasian
- Kool Moe Dee: Lionel Hudd
- Victor Love: Hooper
- Perry Anzilotti: Vic

## Al voltant de la pel·lícula
- El film va sortir un any després de la mort de Tupac Shakur.
- El film va aconseguir 5,9 milions de dòlars de recaptacions als Estats Units.
- La paraula fuck i els seus sinònims són pronunciades més de 165 vegades.